# 呂克哈爾特貝肯塞維湖

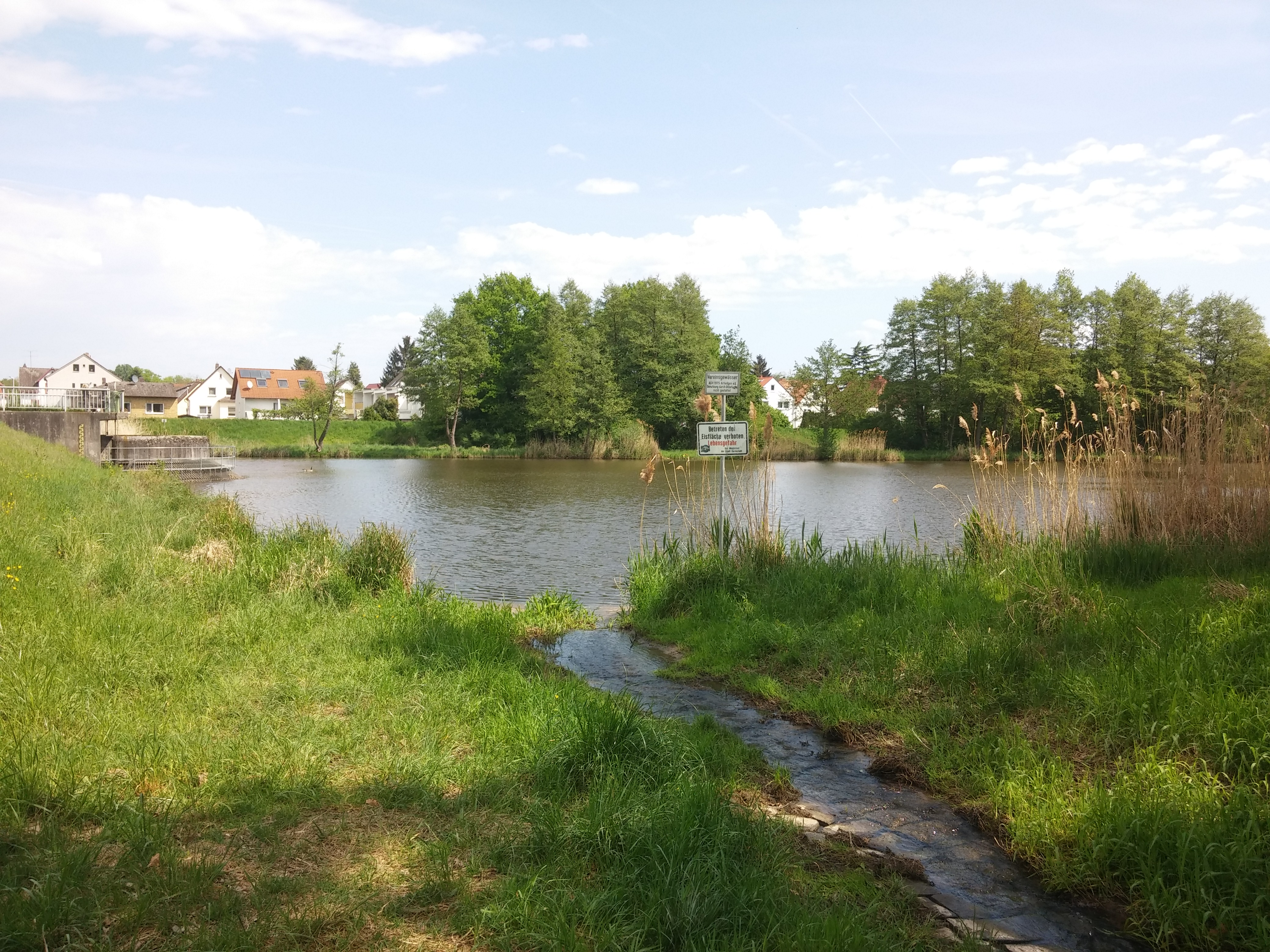

49°54′31″N 8°40′08″E / 49.908520°N 8.668770°E
呂克哈爾特貝肯塞維湖（德語：Rückhaltebecken Seewiese），是德國的人工湖泊，位於該國中部，由黑森州負責管轄，處於達姆施塔特，長0.16公里、寬0.08公里，面積0.01平方公里。